# Феодорит (Полизогопулос)
Митрополит Феодори́т (греч. Μητροπολίτης  Θεοδώρητος; в миру Феодоритос Полизого́пулос греч. Θεοδώρητος Πολυζωγόπουλος; род. 1948, Афины) — епископ Константинопольского патриархата; митрополит Лаодикийский (с 2018), представитель Вселенского престола в Афинах (с 2022).

## Биография
Родился в 1948 году в Афинах и вырос в районе проспекта Александры.
Познакомился с монашеской жизнью в монастыре Петраки и в монастыре святого Иоанна Богослослова в Северных Афинах. Позднее посетил монастыри святой горы Афон.
Окончил филолософский и богословский факультеты Афинского университета. Защитил докторскую диссертацию по философии в университете Манчестера.
9 сентября 1972 года был хиротонисан во диакона, а 17 сентября 1972 года — во пресвитера.
9 марта 2000 года был избран для рукоположения в сан епископа. 18 марта 2000 года в Георгиевском патриаршем соборе состоялась его архиерейская хиротония во епископа Назианзского, викария Фиатирской архиепископии. Хиротонию совершили: архиепископ Фиатирский Григорий (Феохарус), митрополит Лаодикийский Иаков (Софрониадис) и митрополит Севастийский Димитрий (Комматас). С 2009 года по состоянию здоровья проживал в Афинах.
29 августа 2018 года избран митрополитом Лаодикийским.
11 февраля 2022 года решением Священного синода Константинопольского патриархата был назначен представителем Вселенского престола в Афинах.